# ناحية تسيل
ناحية تسيل إحدى نواحي سوريا تتبع إداريّاً لمحافظة درعا منطقة إزرع ومركزها بلدة تسيل، بلغ تعداد سكان الناحية 17,778 نسمة حسب التعداد السكاني لعام 2004.

## بلدات وقرى ناحية تسيل
البكار ، البكار شرقي ، تسيل.